# Гаспарини, Сандра
Са́ндра Гаспари́ни (итал. Sandra Gasparini; 28 ноября 1990, Випитено, Италия) — итальянская саночница, выступающая за сборную Италии с 2006 года. Принимала участие в зимних Олимпийских играх 2010 года в Ванкувере, однако по итогам всех женских одиночных заездов заняла лишь двадцатое место.
Сандра Гаспарини является обладательницей серебряной медали чемпионата мира 2007 года, выступив в Инсбруке в составе смешанной команды, ей удалось подняться до второй позиции. Спортсменка один раз получала подиум Чемпионата Европы, в 2008 году в Чезане она смогла завоевать бронзу в эстафете. Лучший результат на Кубке мира показала в сезоне 2007—2008, когда поднялась до семнадцатого места. На чемпионате мира среди юниоров, проходившем в 2010 году в Инсбруке, получила две серебряные медали.
В 2014 году Гаспарини побывала на Олимпийских играх в Сочи, где финишировала четырнадцатой в одиночной женской программе и стала пятой в смешанной эстафете.